# Стефанович, Михаил Павлович
Михаил Павлович Стефано́вич (1898—1970) — советский украинский оперный режиссёр и певец (бас-кантанте). Народный артист Украинской ССР (1947). Лауреат Сталинской премии второй степени (1949). Член ВКП(б) с 1944 года.

## Биография
М. П. Стефанович родился 2 (14 февраля) 1898 года в Киеве. В 1922 году окончил Киевскую консерваторию. Занимался по классам пению у Збруевой и М. В. Микиши, по классу фортепиано у Ф. М. Блуменфельда. Сценическую деятельность начал в 1919 году в Киеве в экспериментальной студии «Молодой оперный театр» под руководством Л. П. Штейнберга. С 1921 года выступал в оперных театрах Киева, Одессы, Харькова, Перми, Саратова, Новосибирска, Ташкента. С 1928 года занимается режиссёрской деятельностью. С 1933 года главный режиссёр и художественный руководитель оперных театров Днепропетровска, Харькова, Одессы, Львова.
В 1945—1946 годах преподавал в Харьковской, в 1946—1947 годах — во Львовской консерваториях. В 1947—1954 годах художественный руководитель и главный режиссёр КУАТОБ имени Т. Г. Шевченко.
М. П. Стефанович умер 5 августа 1970 года в Киеве.

## Творчество

### Оперные партии
- «Борис Годунов» М. П. Мусоргского — Борис Годунов
- «Хованщина» М. П. Мусоргского — Досифей
- «Князь Игорь» А. П. Бородина — Кончак
- «Русалка» А. С. Даргомыжского — Мельник
- «Руслан и Людмила» М. И. Глинки — Руслан
- «Мазепа» П. И. Чайковского — Кочубей
- «Севильский цирюльник» Дж. Россини — Дон Базилио
- «Аида» Дж. Верди — Рамфис
- «Тарас Бульба» Н. В. Лысенко — Тарас Бульба, Воевода

### Оперные постановки
- 1938 — «Аида» Дж. Верди; «Евгений Онегин» П. И. Чайковского
- 1939 — «В бурю» Т. Н. Хренникова
- 1940 — «Дочь кардинала» Ф. Галеви
- 1945 — «Пиковая дама» П. И. Чайковского; «Царская невеста» Н. А. Римского-Корсакова
- 1946 — «Любовь Яровая» В. Р. Энке
- 1947 — «Молодая гвардия» Ю. С. Мейтуса (первая постановка)
- 1948 — «Иван Сусанин» М. И. Глинки
- 1949 — «Фауст» Ш. Гуно; «Сказка о царе Салтане» Н. А. Римского-Корсакова
- 1951 — «Богдан Хмельницкий» К. Ф. Данькевича
- 1952 — «Борис Годунов» М. П. Мусоргского
- 1954 — «Князь Игорь» А. П. Бородина

## Награды и премии
- Два ордена Трудового Красного Знамени (23.01.1948 и 30.06.1951[1])
- Народный артист Украинской ССР (1947)
- Сталинская премия второй степени (1949) — за постановку оперного спектакля «Иван Сусанин»[2]